# Fiona Smith
Fiona Smith (13 de noviembre de 1963) es una deportista británica que compitió en bádminton para Inglaterra. Ganó una medalla de plata en el Campeonato Europeo de Bádminton de 1990, en la prueba individual.

## Palmarés internacional
| Representando a Inglaterra |              |                  |            |
| Campeonato Europeo         |              |                  |            |
| Año                        | Lugar        | Medalla          | Prueba     |
| 1990                       | Moscú (URSS) | Medalla de plata | Individual |